# 巴西副江魟
巴西副江魟（学名：Paratrygon aiereba），又名蘋果魟，是燕魟目江魟科副江魟屬的一个物种，分布于亚马逊盆地。

## 外貌特征
该鱼眼睛小，身体大致呈圆形，外貌类似荷叶，但吻部微凹。巴西副江魟通体褐色，上半身有类似于虫蛀或是网纹的暗色斑点。该鱼的体宽可达到1.6米、体重达110公斤，是江魟科中最大的淡水成员之一（仅有短尾江𫚉Potamotrygon brachyura可长到相仿的大小）。 虽然有人宣称见到了比该记录大得多的个体，但是这些宣称可信度仍然存疑。一般来说，大部分巴西副江魟的体宽不会超过1.3米，雄鱼在体宽达到60厘米时性成熟，而雌鱼则是72厘米。

## 生活习性
该物种主要以鱼类、甲壳类和昆虫为食 ，且在其所处的生态环境中为顶级掠食者。成年个体往往生活于较深的大河中，但在夜间会游到附近的浅水区捕食。该物种同其他江魟一样为卵胎生，平均孕期为9个月，一胎平均产下两条体宽约为15厘米的幼鱼。幼鱼会全天生活在浅水区或是小溪中。

## 外部連結
- Paratrygon aiereba  (Müller and Henle, 1841)  （页面存档备份，存于）